# Claudio Podeschi
Claudio Podeschi (* 20. Oktober 1956 in San Marino) ist ein san-marinesischer Politiker. Podeschi war 1991 Capitano Reggente (Staatsoberhaupt) und war mehrfach Minister.
Podeschi ist Mitglied des PDCS, für den er von 1988 bis 2012 im Consiglio Grande e Generale, dem san-marinesischen Parlament saß. Von 1988 bis 1993 und erneut von 2001 bis 2006 war er Fraktionsvorsitzender. Von 1988 bis 1993 war er Mitglied der san-marinesischen Delegation bei der Interparlamentarischen Union. Podeschi gehörte 1988 bis 1992 dem Parlamentsausschuss zur Untersuchung des Drogenmissbrauchs an, 2001 bis 2002 dem Gesundheits- und Sozialausschuss. Er war 2003 Mitglied der Kommission für eine Reform des Wahlrechts, 2005 des Justizausschusses. Zwischen 2002 und 2005 war er Mitglied des Haushaltsausschusses und zwischen 2003 und 2004 und 2006 bis 2009 Mitglied der parlamentarischen Versammlung des Europarates.
Podeschi war von 1993 bis 1998 Arbeitsminister, anschließend von 1998 bis 2001 Minister für Tourismus, Handel und Sport. nach der Rückkehr der Christdemokraten in die Regierung war er von 2008 bis 2012 Minister für Gesundheit und Soziales. Bei den Parlamentswahlen 2012 kandidierte er nicht mehr.
Im Juni 2014 wurde er unter dem Vorwurf der Gründung einer kriminellen Vereinigung zum Zwecke der Geldwäsche verhaftet und 14 Millionen Euro seines Vermögens beschlagnahmt.
Podeschi ist verheiratet und Vater von zwei Töchtern.